# Avensac
Avensac település Franciaországban, Gers megyében. Lakosainak száma 73 fő (2022. január 1.). Avensac Marignac, Maubec, Estramiac, Pessoulens és Solomiac községekkel határos.

## Népesség
A település népességének változása:
| Lakosok száma | 98   | 62   | 43   | 57   | 68   | 74   | 77   | 74   | 75   | 73   |
|               | 1968 | 1982 | 1990 | 2006 | 2013 | 2015 | 2017 | 2019 | 2020 | 2022 |